# Achates
Achates – w mitologii greckiej oraz rzymskiej: mieszkaniec Troi, żołnierz, bliski przyjaciel lub giermek Eneasza, darzący go bezwzględnym zaufaniem i przywiązaniem, zabójca Protesilaosa (pierwszego wojownika achajskiego).
Od imienia tej postaci powstał rzeczownik pospolity oznaczający poplecznika, stronnika, wzorowego przyjaciela.
Opracowano na podstawie informacji zawartych w Popularnej Encyklopedii Powszechnej, Kraków 1994, ISBN 83-85719-07-5.